# Dardanie (Balkans)
Pour les articles homonymes, voir Dardanie.
Dardanie
(Illyrien) Dardaion
(sq) Dardania 
La Dardanie (en illyrienne Dardaion, en latin Dardania) est une région antique qui incluait les territoires actuels du Kosovo, de l'Albanie septentrionale, de la Serbie méridionale et d'une partie de la Macédoine du Nord.
Au cours de son histoire, la Dardanie a été marquée par une série de luttes entre les peuples autochtones et les puissances voisines, notamment les Grecs, les Thraces et les Romains. Bien que les Dardaniens aient maintenu une grande indépendance, ils ont été intégrés à diverses confédérations tribales et ont souvent été en guerre avec les voisins, dont les Macédoniens et les Illyriens. La région fut plus tard soumise à l’influence de l’Empire romain, qui en fit une province de son empire.
Sous l’Empire romain, la Dardanie devint une région prospère, avec des routes commerciales importantes et des centres urbains florissants. Prizren, l’une des principales villes de la région, devint un centre administratif et militaire important. Au fil du temps, la Dardanie subit les effets de l’Empire byzantin, puis de l’Empire ottoman, avant de devenir une partie des États-nations modernes des Balkans.
La Dardanie a laissé un héritage durable, notamment à travers ses sites archéologiques, ses artefacts et son rôle dans l’histoire complexe de la région des Balkans.

## Étymologie
Probablement indo-européenne, l'étymologie du mot a fait l'objet de nombreux rapprochements :
- en pélasge et proto-grec, darda signifierait « pointe, dard »[1] ;
- en darde (langue indo-aryenne parlée dans l'Hindou Kouch), dardhya signifie « cohérence, dureté, force » et « puissance » ;
- en albanais dardha signifie « poire » ;
- en proto-slave, dar et dan signifient ensemble « donner le jour »[2] ;
- en turc, dardan signifie « étroiture, gorge » (qui ne manquent pas dans la région)[3].

Quant à la mythologie, elle relie le pays à Dardanos fils de Zeus, qui y aurait vécu avant de partir pour l'île de Samothrace et de là en Teucride, sur les rives de l'Hellespont (Dardanelles) où il aurait fondé l'autre Dardanie, celle d'Anatolie.

## Histoire
La Dardanie était habitée des populations illyriennes et thraces. Strabon mentionne toutefois qu'elle ne faisait pas partie de l'Illyrie. Les tribus dardes semblent avoir souvent représenté une menace pour le royaume de Macédoine.
Le territoire fut conquis par les Romains en 28 av. J.-C. et devint une partie de la province de Mésie, située entre l'Illyrie et la Macédoine. En 284, l'empereur Dioclétien, originaire d'Illyrie, fit de la Dardanie une province à part entière avec Naissus pour capitale. La romanisation d'une partie des habitants a donné les langues romanes orientales dans le nord de la Dardanie, alors que dans le sud on parlait des langues proto-albanaises ; dans l'Empire romain d'Orient, au VIe siècle, la Dardanie était toujours une province comprenant notamment les villes de Scupi, Stobi, Ulpiana ou encore Justiniana Prima (Caričin Grad). L'arrivée au VIe siècle des Slaves (qui y créent des Sklavinies) et des Proto-Bulgares (qui y étendent leur Premier Empire bulgare) fait disparaître la province de Dardanie, où les langues slaves méridionales s'imposent, du moins dans la moitié nord-est.

La région en 228 av. J.-C.
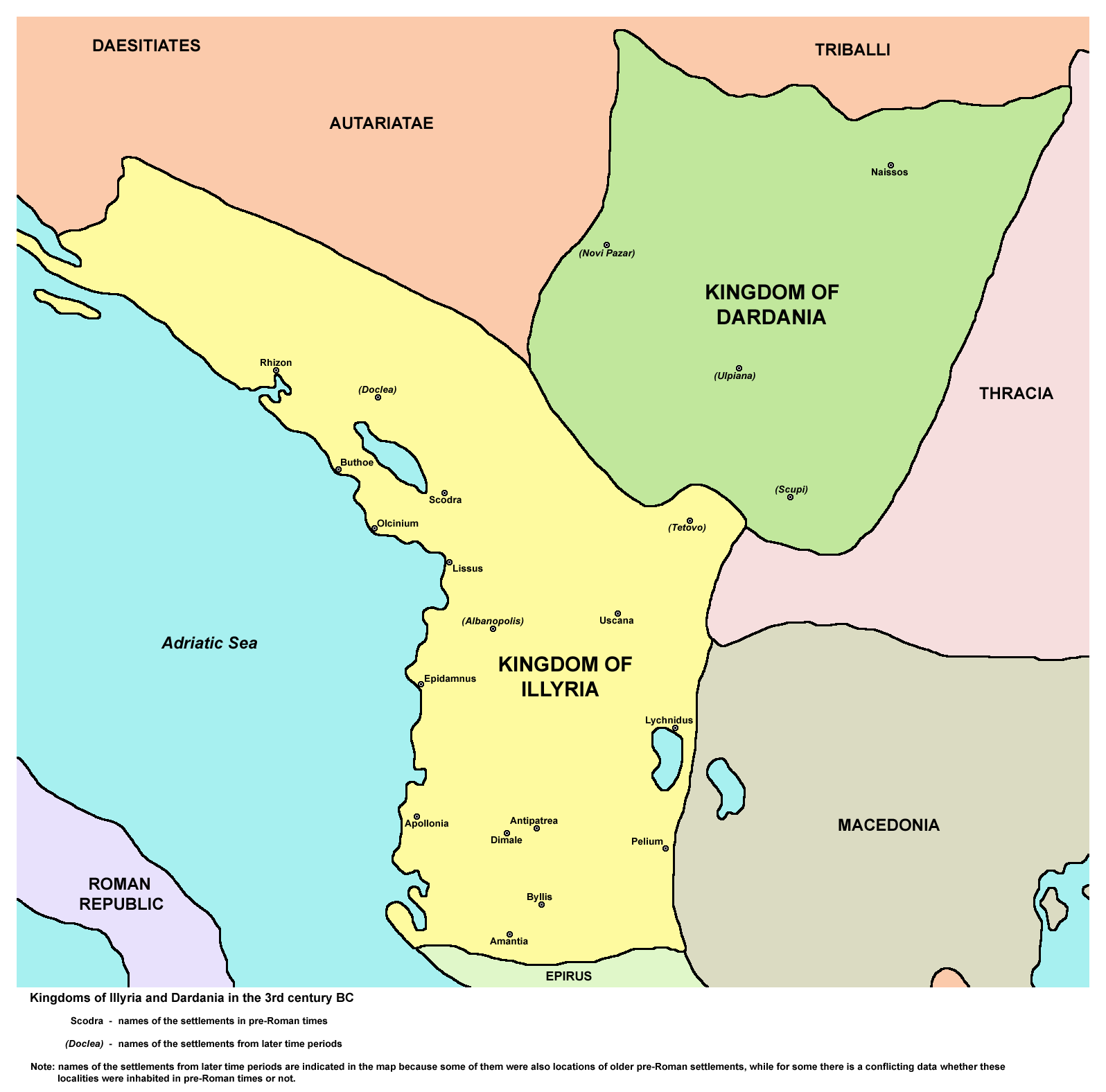
La région au IIIe siècle av. J.-C.
La région en 230 av. J.-C.
La Dardanie parmi les régions administratives romaines
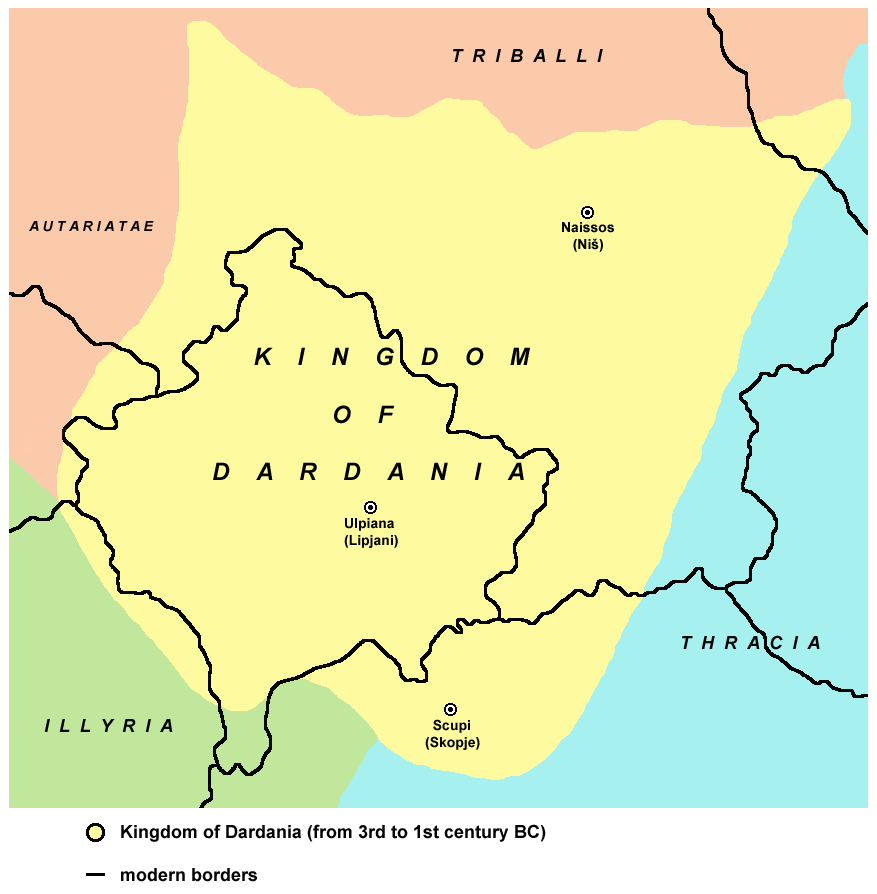
La région dans sa forme du IIIe au Ier siècle av. J.-C. par rapport aux frontières des pays contemporains
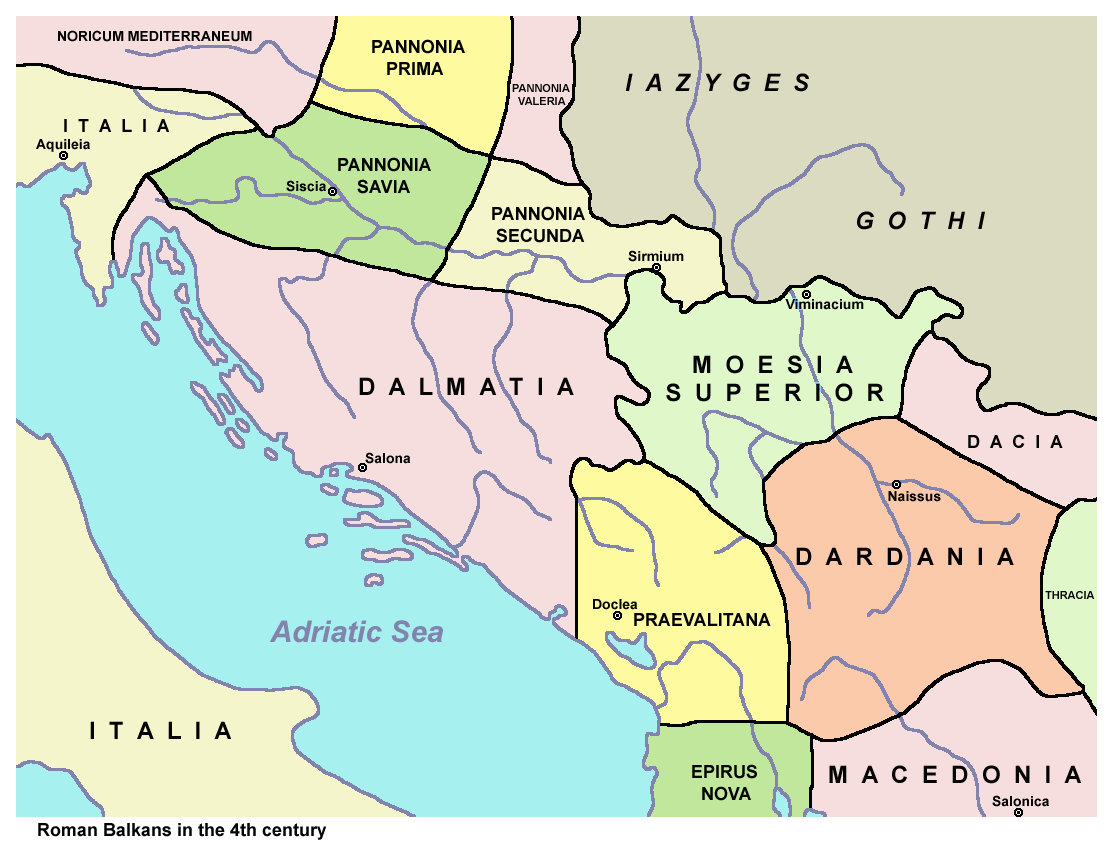
Les pays dans les Balkans au IVe siècle
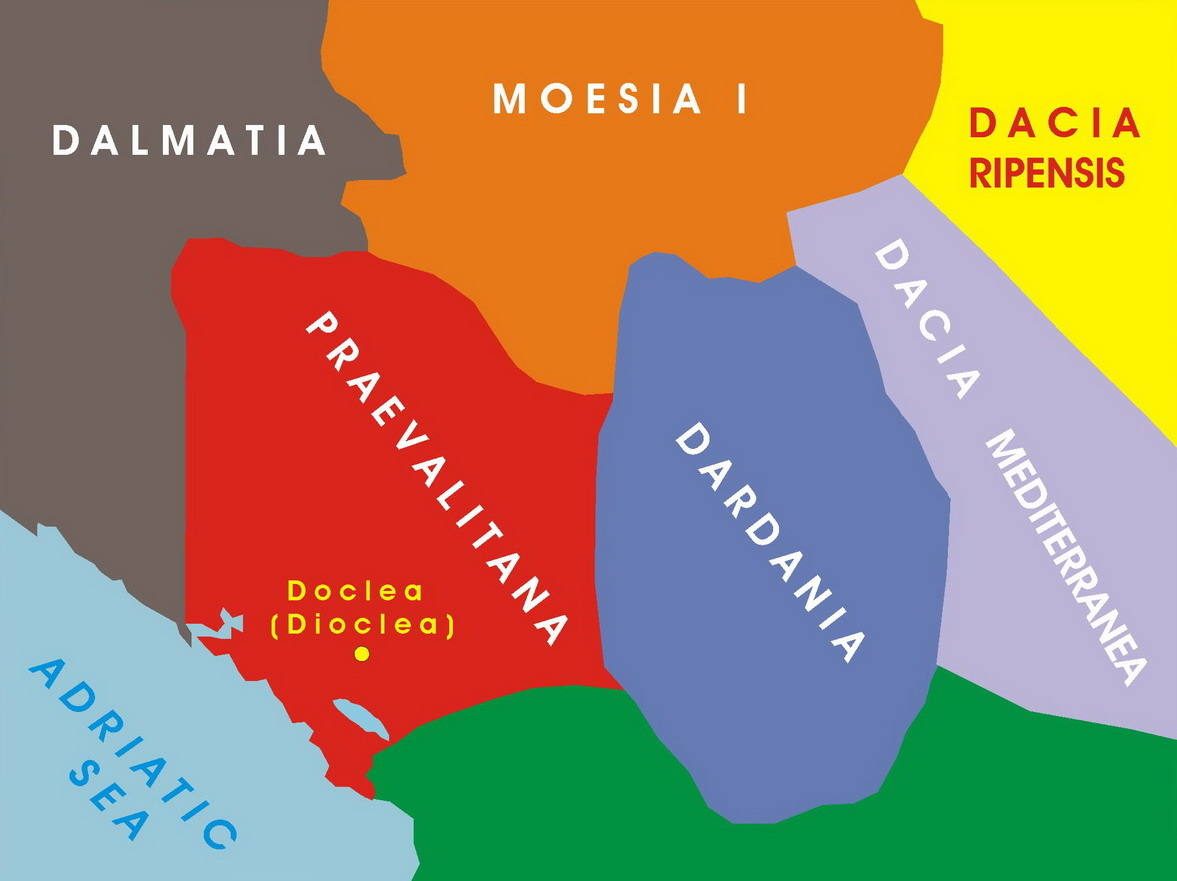
La province de Dardanie à la fin de l'Empire romain
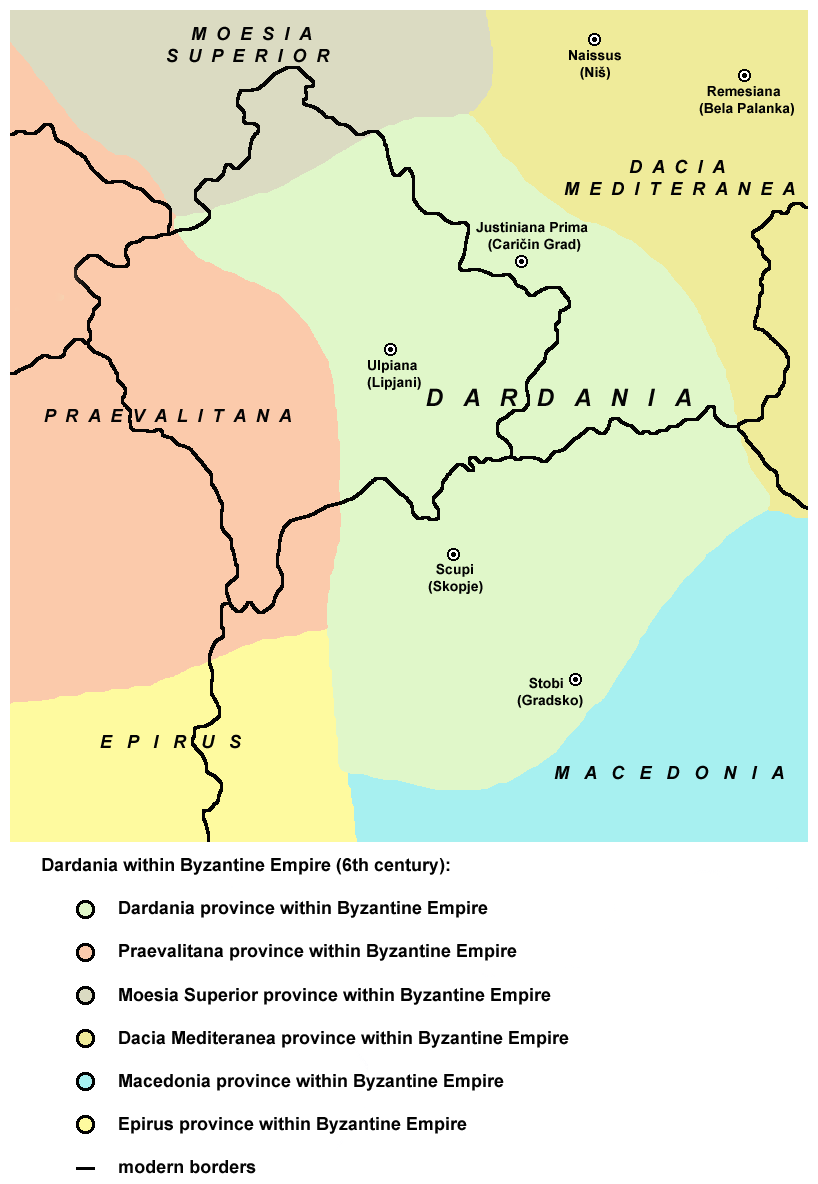
La région au VIe siècle par rapport aux frontières des pays contemporains
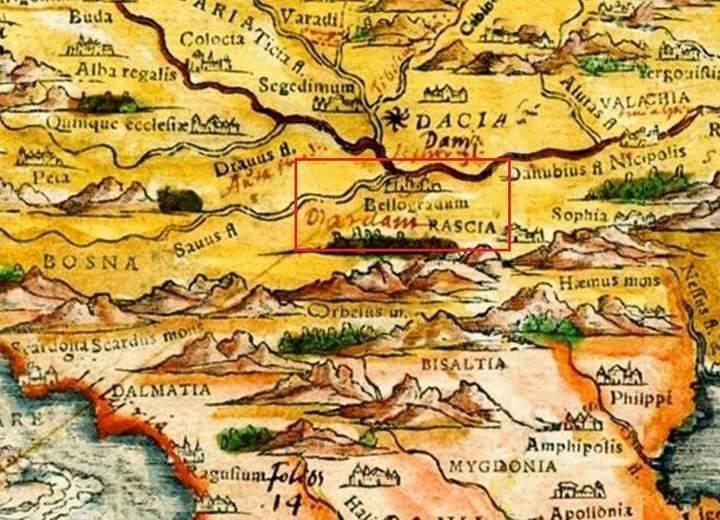
La Dardanie sur une carte du XVIe siècle
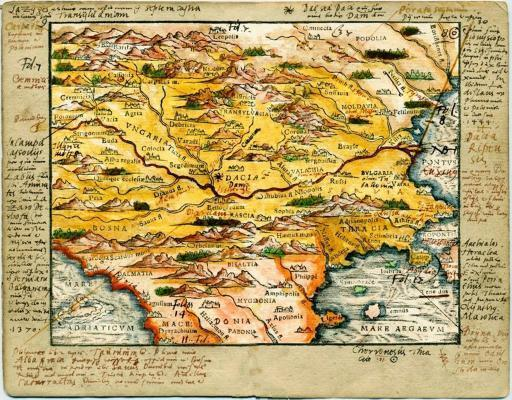
La Dardanie au XVIe siècle